# 小行星7824
小行星7824（英語：7824 Lynch）是一颗围绕太阳公转的小行星。1991年9月7日，埃莉諾·赫琳在帕洛马山发现了此天体。
这颗小行星的绝对星等为187.3883867146207等。